# Schweizer Radquer-Meisterschaften
Die Schweizer Radquer-Meisterschaften sind die nationalen Titelkämpfe dieser Disziplin, die international auch Cyclocross genannt wird. Sie werden jährlich durch den nationalen Radsportverband Swiss Cycling jeweils im Januar in verschiedenen Kategorien ausgetragen. 

## Geschichte
Die ersten, als championnat suisse de cross-country cyclo-pédestre bezeichneten Meisterschaften wurden 1912 durch die Zeitung Sport Suisse unter Leitung von Max Burgi, dem späteren Präsidenten der UCI, und der Union Cycliste Suisse (UCS) ausgerichtet, dem Radsport-Verband der französischsprachigen Kantone. Diese Meisterschaften fanden bis 1923 auf unterschiedlichen Kursen rund um Genf statt. Im Gegensatz zu heutigen Radquer-Rennen, bei denen eine kurze Runde mehrfach durchlaufen wird, gab es damals, wie auch beim Critérium international, jeweils einen 15 bis 20 Kilometer langen Parcours, der einmal durchfahren wurde. Ab 1916 richtete auch der deutschsprachige Schweizerische Radfahrer-Bund (SRB) Meisterschaften aus. 1924 legten SRB und UCS ihre Wettkämpfe zusammen.
Der heutige Radsportverband Swiss Cycling bezeichnet die Meisterschaften der UCS als „keine eigentliche Schweizermeisterschaften“ und führt zumindest für 1922 und 1923 Othmar Eichenberger, den Sieger der SRB-Meisterschaften, anstelle von Charles Martinet als Meister. Dies widerspricht allerdings der zeitgenössischen Sichtweise; selbst in der Deutschschweizer Presse wurden die UCS-Titelkämpfe als Schweizerische Querfeldeinmeisterschaft bezeichnet, während die SRB-Veranstaltung stets als solche tituliert wurde. Ein Grund mag die damalige Überlegenheit der Westschweizer Fahrer gewesen sein, wie sie 1923, als die Sieger der SRB-Meisterschaft in Genf mitfuhren, klar zum Ausdruck kam. Auch später, mindestens bis Ende der 1990er Jahre, legte die Presse ihren Berichten das Anfangsdatum von 1912 und die Siege von Charles Martinet zugrunde. Die unten stehenden Listen folgen dieser Sichtweise.
Zweimal, 1918 und 1943, fielen die Titelkämpfe aus. Von 1967 bis 1993 gab es bei den Cyclocross-Weltmeisterschaften getrennte Titelkämpfe für Berufsfahrer und Amateure. Die Schweizer Meisterschaften wurden weiter gemeinsam von Profis und Amateuren bestritten, die Unterscheidung war lediglich bedeutsam für die Auswahl der Fahrer zur WM. In der Tat lag das Niveau der Amateure nicht fern von dem der Profis, und mehrfach konnten sie letztere übertrumpfen, so bei den Erfolgen Jakob Küsters (1970) und Willi Lienhards (1974 und 1975). 1976 wurde erstmals ein Junioren-Championnat ausgefahren. Von 1981 bis 1993 wurden im Meisterschaftsrennen zwei Titel und zwei Meistertrikots vergeben, die des besten Profis und die des besten Amateurs. Auch in dieser Periode gelang es den Amateuren mehrfach, den Tagessieg davonzutragen. 1994 entfiel die Unterscheidung von Profis und Amateuren international und auch bei den Schweizer Meisterschaften. 1997 gab es erstmals ein Meisterschaftsrennen in der U23.
Titelkämpfe für Frauen gab es ab 2000, die Kategorien für U23 und Juniorinnen folgten analog zu deren Einrichtung bei den Weltmeisterschaften. Zusätzlich zu den genannten Kategorien werden Meisterschaften in der Jugend (U17) sowie bei den Masters in verschiedenen Altersstufen abgehalten.

### Austragungsorte
Soweit nicht anders angegeben, stammen die Angaben aus den unten angegebenen Quellen, ergänzt durch Berichte der Neuen Zürcher Zeitung.
- 1912: Petit-Lancy[16]
- 1913: Saconnex-d’Arve[17]
- 1914: Saconnex-d’Arve[18]
- 1915: Versoix[19]
- 1916: Genf[20]
- 1917: unbekannt
- 1918: nicht ausgetragen
- 1919: unbekannt
- 1920: Vernier[21]
- 1921: unbekannt
- 1922: Lausanne[2]
- 1923: Genf[3]
- 1924: Biel
- 1925: Genf
- 1926: Biel
- 1927: Neuenburg
- 1928: Freiburg
- 1929: Olten
- 1930: Genf
- 1931: Wetzikon
- 1932: Neuenburg
- 1933: Zürich
- 1934: Genf
- 1935: Zürich
- 1936: Renens
- 1937: Dübendorf
- 1938: Genf
- 1939: Schönenwerd
- 1940: Freiburg
- 1941: Zürich
- 1942: Lausanne
- 1943: nicht ausgetragen
- 1944: Freiburg
- 1945: Morges
- 1946: Renens
- 1947: Thalwil
- 1948: Genf
- 1949: Zürich
- 1950: Lausanne
- 1951: St. Gallen
- 1952: Freiburg
- 1953: Zug
- 1954: Pruntrut
- 1955: Zürich
- 1956: Estavayer
- 1957: Volketswil
- 1958: Genf
- 1959: Arth
- 1960: Prilly
- 1961: Cham
- 1962: Freiburg
- 1963: Niederlenz
- 1964: Colombier
- 1965: Zürich
- 1966: Martigny
- 1967: Bürglen
- 1968: Bäch
- 1969: Gansingen
- 1970: Meilen
- 1971: Steinmaur
- 1972: Wädenswil
- 1973: Gränichen
- 1974: Uster
- 1975: Schaffhausen
- 1976: Aigle
- 1977: Boningen
- 1978: Zürich
- 1979: Saint-Blaise
- 1980: Muntelier
- 1981: Gansingen
- 1982: Sitten
- 1983: Hombrechtikon
- 1984: Lyss
- 1985: Ebmatingen
- 1986: Leibstadt
- 1987: Steinmaur
- 1988: Aigle
- 1989: Freienbach
- 1990: Aristau
- 1991: Altstätten
- 1992: Dagmersellen
- 1993: Bex
- 1994: Volketswil
- 1995: Safenwil
- 1996: Wetzikon
- 1997: Liestal
- 1998: Rüti
- 1999: Eschenbach
- 2000: Hägendorf
- 2001: Hittnau
- 2002: Hombrechtikon
- 2003: Obergösgen
- 2004: Aigle
- 2005: Meilen
- 2006: Dagmersellen
- 2007: Steinmaur
- 2008: Frenkendorf
- 2009: Wetzikon
- 2010: Rennaz
- 2011: Hittnau
- 2012: Beromünster
- 2013: Steinmaur
- 2014: Bussnang
- 2015: Aigle
- 2016: Dagmersellen
- 2017: Dielsdorf
- 2018: Steinmaur
- 2019: Sitten
- 2020: Baden
- 2021: Hittnau
- 2022: Steinmaur
- 2023: Mettmenstetten
- 2024: Meilen
- 2025: Montreux

## Sieger

### Männer
Von 1981 bis 1993 wurden im Meisterschaftsrennen zwei Titel vergeben, den des besten Profis und den des besten Amateurs. Für diese Periode sind hier die Sieger des Profi-Klassements aufgeführt, für die Amateur-Meister siehe unten.

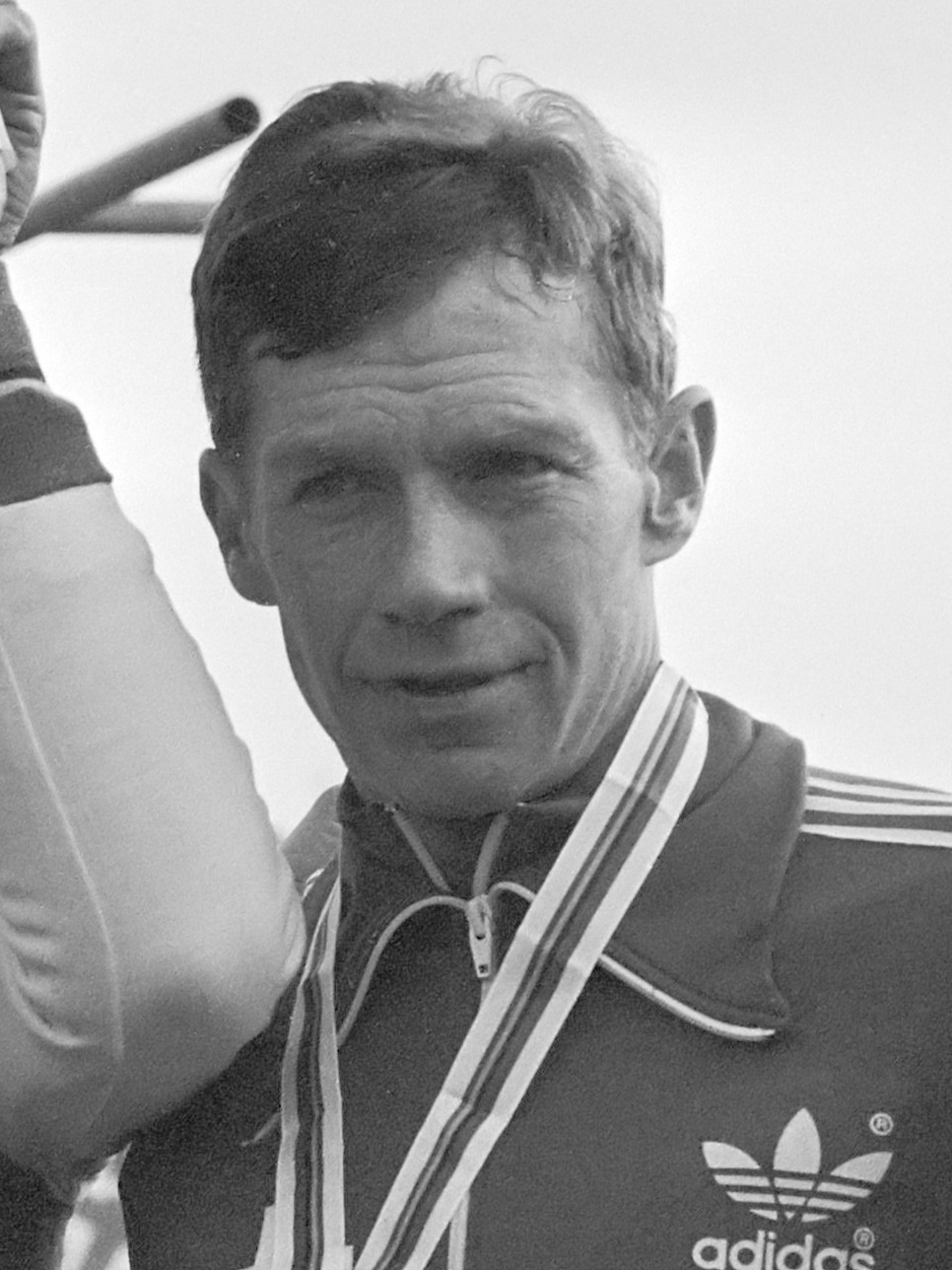
Mit neun Titeln ist Albert Zweifel Rekordsieger bei den Männern.

- 1912: Henri Rheinwald
- 1913: Otto Wiedmer
- 1914: Otto Wiedmer
- 1915: Arnold Grandjean
- 1916: Arnold Grandjean
- 1917: Charles Martinet
- 1918: nicht ausgetragen
- 1919: Paul Wuillemin
- 1920: Charles Martinet
- 1921: Charles Martinet
- 1922: Charles Martinet
- 1923: Charles Martinet
- 1924: Albert Blattmann
- 1925: Ernest Strobino
- 1926: Ernest Strobino
- 1927: Roger Pipoz
- 1928: Roger Pipoz
- 1929: Karl Bossard
- 1930: Karl Bossard
- 1931: Karl Bossard
- 1932: Paul Egli
- 1933: Walter Blattmann
- 1934: Richard Heimberg
- 1935: Fritz Hartmann
- 1936: Fritz Hartmann
- 1937: Karl Litschi
- 1938: Kurt Ott
- 1939: Ernst Kuhn
- 1940: Fritz Hartmann
- 1941: Alfred Vock
- 1942: Robert Lang
- 1943: nicht ausgetragen
- 1944: Ernst Kuhn
- 1945: Ferdy Kübler
- 1946: Pierre Champion
- 1947: Fritz Schär
- 1948: Pierre Champion
- 1949: Martin Metzger
- 1950: Martin Metzger
- 1951: Pierre Champion
- 1952: Jean-Pierre Bolay
- 1953: Hans Bieri
- 1954: Hans Bieri
- 1955: Hans Bieri
- 1956: Hansruedi Dubach
- 1957: Albert Meier
- 1958: Emanuel Plattner
- 1959: Emanuel Plattner
- 1960: Arnold Hungerbühler
- 1961: Emanuel Plattner
- 1962: Arnold Hungerbühler
- 1963: Otto Furrer
- 1964: Walter Hauser
- 1965: Emanuel Plattner
- 1966: Hermann Gretener
- 1967: Emanuel Plattner
- 1968: Emanuel Plattner
- 1969: Hermann Gretener
- 1970: Jakob Küster
- 1971: Hermann Gretener
- 1972: Hermann Gretener
- 1973: Hermann Gretener
- 1974: Willi Lienhard
- 1975: Willi Lienhard
- 1976: Albert Zweifel
- 1977: Albert Zweifel
- 1978: Peter Frischknecht
- 1979: Albert Zweifel
- 1980: Albert Zweifel
- 1981: Albert Zweifel
- 1982: Albert Zweifel
- 1983: Albert Zweifel
- 1984: Albert Zweifel
- 1985: Albert Zweifel
- 1986: Pascal Richard
- 1987: Pascal Richard[A 1]
- 1988: Beat Breu
- 1989: Pascal Richard
- 1990: Beat Breu[A 1]
- 1991: Roger Honegger[A 2]
- 1992: Beat Wabel[A 3]
- 1993: Beat Wabel
- 1994: Beat Breu
- 1995: Dieter Runkel
- 1996: Dieter Runkel
- 1997: Thomas Frischknecht
- 1998: Beat Wabel
- 1999: Thomas Frischknecht
- 2000: Beat Wabel
- 2001: Beat Wabel
- 2002: Thomas Frischknecht
- 2003: Beat Wabel
- 2004: Christian Heule
- 2005: Florian Vogel
- 2006: Christian Heule
- 2007: Christian Heule
- 2008: Christian Heule
- 2009: Christian Heule
- 2010: Lukas Flückiger
- 2011: Christian Heule
- 2012: Julien Taramarcaz
- 2013: Julien Taramarcaz
- 2014: Lukas Flückiger
- 2015: Julien Taramarcaz
- 2016: Lars Forster
- 2017: Julien Taramarcaz
- 2018: Lars Forster
- 2019: Timon Rüegg
- 2020: Lars Forster
- 2021: Kevin Kuhn
- 2022: Kevin Kuhn
- 2023: Timon Rüegg
- 2024: Timon Rüegg
- 2025: Kevin Kuhn

### Frauen

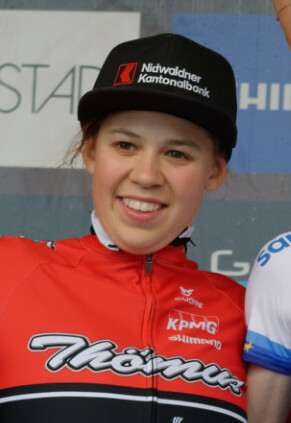
Alessandra Keller gewann die Meisterschaften von 2022 bis 2024.

- 2000: Chantal Daucourt
- 2001: Alexandra Bähler
- 2002: Alexandra Bähler
- 2003: Alexandra Bähler
- 2004: Alexandra Bähler
- 2005: Alexandra Bähler
- 2006: Petra Henzi
- 2007: Katrin Leumann
- 2008: Jasmin Achermann
- 2009: Jasmin Achermann
- 2010: Jasmin Achermann
- 2011: Jasmin Achermann
- 2012: Jasmin Achermann
- 2013: Jasmin Achermann
- 2014: Sina Frei
- 2015: Sina Frei
- 2016: Sina Frei
- 2017: Jasmin Egger-Achermann
- 2018: Jasmin Egger-Achermann
- 2019: Jolanda Neff
- 2020: Zina Barhoumi
- 2021: Nicole Koller
- 2022: Alessandra Keller
- 2023: Alessandra Keller
- 2024: Alessandra Keller
- 2025: Rebekka Estermann

### Amateure
Der Titel eines Amateur-Meisters wurde von 1981 bis 1993 vergeben. In anderen Jahren fuhren Profis und Amateure eine gemeinsame Meisterschaft aus. Mit Einführung der heutigen Elite-Kategorie 1996 entfiel die Unterscheidung von Amateuren und Profis endgültig.
- 1981: Fritz Saladin
- 1982: Fritz Saladin
- 1983: Fritz Saladin
- 1984: Sepp Kuriger
- 1985: Pascal Richard
- 1986: Erich Holdener
- 1987: Hansruedi Büchi[A 4]
- 1988: Dieter Runkel
- 1989: Beat Wabel
- 1990: Beat Wabel[A 4]
- 1991: Thomas Frischknecht[A 4]
- 1992: Dieter Runkel[A 4]
- 1993: Thomas Frischknecht

### Männer U23
- 1997: Beat Blum
- 1998: Beat Morf
- 1999: Beat Morf
- 2000: Matthias Kern
- 2001: Michael Baumgartner
- 2002: Michael Baumgartner
- 2003: Michael Müller
- 2004: Simon Zahner
- 2005: Yves Corminboeuf
- 2006: Yves Corminboeuf
- 2007: Yves Corminboeuf
- 2008: René Lang
- 2009: Julien Taramarcaz
- 2010: Arnaud Grand
- 2011: Arnaud Grand
- 2012: Fabian Lienhard
- 2013: Lars Forster
- 2014: Lars Forster
- 2015: Fabian Lienhard
- 2016: Timon Rüegg
- 2017: Johan Jacobs
- 2018: Timon Rüegg
- 2019: Loris Rouiller
- 2021: Kevin Kuhn
- 2021: Dario Lillo
- 2022: Dario Lillo
- 2023: Dario Lillo
- 2024: Dario Lillo
- 2025: Finn Treudler

### Frauen U23
- 2020: Jacqueline Schneebeli
- 2021: Tina Züger
- 2022: Jacqueline Schneebeli
- 2023: Monique Halter
- 2024: Jana Glaus
- 2025: Jana Glaus

### Junioren
- 1976: Marcel Russenberger
- 1977: René Häuselmann
- 1978: Bruno D’Arsié
- 1979: Kurt Meier
- 1980: Bernhard Woodtli
- 1981: Konrad Morf
- 1982: Beat Schumacher
- 1983: Peter Müller
- 1984: Dieter Runkel
- 1985: Beat Wabel
- 1986: Christian Gerber
- 1987: Thomas Frischknecht
- 1988: Thomas Frischknecht
- 1989: Beat Huber
- 1990: Lukas Zumsteg
- 1991: Roland Müller
- 1992: Markus Zberg
- 1993: Jan Ramsauer
- 1994: Beat Blum
- 1995: Patrick Dubacher
- 1996: Roman Peter
- 1997: David Rusch
- 1998: Michael Baumgartner
- 1999: Marco Baggenstoss
- 2000: Daniel Parpan
- 2001: Roger Jakob
- 2002: Stefan Trafelet
- 2003: Till Schaltegger
- 2004: René Lang
- 2005: Julien Taramarcaz
- 2006: Mathias Flückiger
- 2007: Matthias Rupp
- 2008: Matthias Rupp
- 2009: Dario Stäuble
- 2010: Lars Forster
- 2011: Lars Forster
- 2012: Dominic Grab
- 2013: Dominic Grab
- 2014: Johan Jacobs
- 2015: Johan Jacobs
- 2021: Kevin Kuhn
- 2017: Loris Rouiller
- 2018: Loris Rouiller
- 2019: Lars Sommer
- 2020: Dario Lillo
- 2021: Jan Christen
- 2022: Jan Christen
- 2023: Nicolas Halter
- 2024: Nicolas Halter
- 2025: Lewin Iten

### Juniorinnen
- 2006: Jasmin Achermann
- 2007: Vivienne Meyer
- 2008: Vivienne Meyer
- 2009: Lise-Marie Henzelin
- 2010–2015: nicht ausgetragen
- 2016: Lara Krähemann
- 2017: Nadia Grod
- 2018: Noemi Rüegg
- 2019: Noemi Rüegg
- 2020: Nicole Göldi
- 2021: Monique Halter
- 2022: Monique Halter
- 2023: Jana Glaus
- 2024: Chiara Mettier
- 2025: Anja Grossmann